# Stills
|  | Denne artikel er oprettet af botten PalnaBot ud fra en ekstern database. Den kan derfor have sproglige fejl eller mangler. Denne skabelon kan fjernes efter kontrol af indholdet. |

Stills er en film instrueret af Lejf Marcussen.

## Handling
I "Stills" tager Lejf Marcussen lydmæssigt udgangspunkt i elektroniske kortbølger, og på den grafiske side får han en række stillestående skabeloner (spritstift på celluloid) til at 'bevæge' sig gennem stadig forvandling og farveskift til et fascinerende og skræmmende univers.